# ألين مكانتس
ألين مكانتس (بالإنجليزية: Allen McCants)‏ هو مدير فني أمريكي، ولد في 20 أغسطس 1875 في موبيل في الولايات المتحدة، وتوفي في 14 ديسمبر 1953.